# クロノス・グループ
クロノス・グループ (英語: Khronos Group) は、アメリカの非営利団体。
様々なプラットフォームやデバイスの上で動作する、並列計算やグラフィックス、メディア用アプリケーションプログラミングインタフェース (API) のロイヤリティーフリーでオープンな標準規格を作成することを目的としている技術コンソーシアムである。
クロノスのメンバーはクロノスの策定するAPI仕様の開発に参加することができ、公開前の投票権を持ち、また（自身のプラットフォームやデバイスでそれらの規格を実装するための）規格草案および規格適合性試験への早期アクセスを通じて自身のプラットフォームおよびアプリケーションの提供を早めることができる。
クロノスの策定する代表的な規格に、3DCG向けAPIであるOpenGL、GPGPUなどのヘテロジニアス・コンピューティング向けAPIであるOpenCLなどがある。

## 歴史
クロノス・グループは、2000年に創設された。
創設時のメンバーは、ATI、ディスクリート（英語: Discreet）、エバンス・アンド・サザランド（E&S）、インテル、NVIDIA、SGI、サン・マイクロシステムズであった。
2006年7月31日のSIGGRAPHにて、OpenGL規格がOpenGL ARBからクロノスに移管されることが発表された。
2016年8月26日現在では、クロノスのメンバーは131団体となっている。

## ワーキング・グループ
- COLLADA：3DCG用ファイル形式
- EGL：OpenGL ESやOpenVGなどのクロノスのCGレンダリング用APIとプラットフォーム固有の下層ウィンドウシステムとのインターフェイス
- OpenCL：クロス・プラットフォームな並列計算用API
- OpenGL：クロス・プラットフォームなコンピューター・グラフィックス用API
- OpenGL ES：OpenGLのモバイルおよび組み込みシステム（携帯電話や携帯ゲーム機など）向け規格
- OpenGL SC：OpenGL ESの安全性を重要視した規格
- OpenKCam：カメラ操作用API
- OpenKODE：ファイルシステムやネットワーク・数学ライブラリなどOSが提供する機能への抽象化API
- OpenMAX：マルティメディア機能の各抽象化レベル別のAPI
- OpenML：デジタルメディアのキャプチャ・処理・表示・同期などに対するAPI
- OpenSL ES：組み込み向けの、MIDI再生などのオーディオAPI
- OpenVG：2次元ベクター画像のAPI
- OpenVX：コンピューター・ビジョン向けAPI
- OpenWF：2次元画像の圧縮と表示API
- SPIR：OpenCLおよびVulkan向け中間表現
- StreamInput：入力機器に関するAPI
- Vulkan：低レベルでオーバーヘッドの少ないコンピューター・グラフィックス用API
- WebCL：OpenCLをブラウザ (JavaScript) で実行するためのAPI
- WebGL：OpenGLまたはOpenGL ESをブラウザ (JavaScript) で実行するためのAPI